# Église Saint-Pierre-Apôtre d'Andahuaylillas

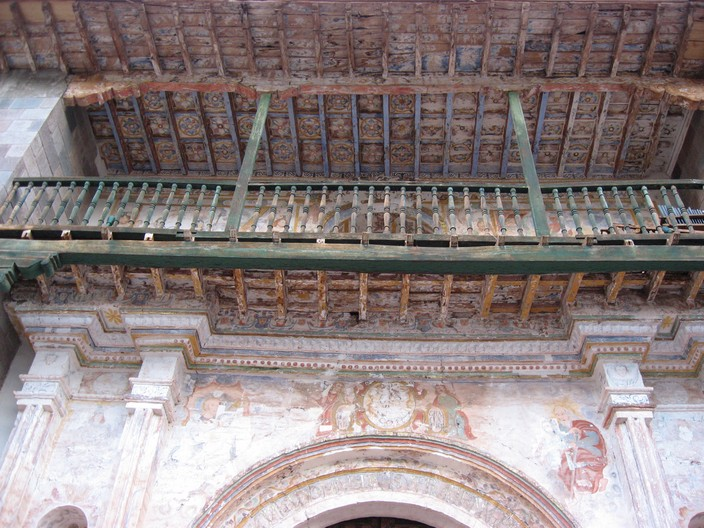
Ornament au-dessus de l'entrée de l'église

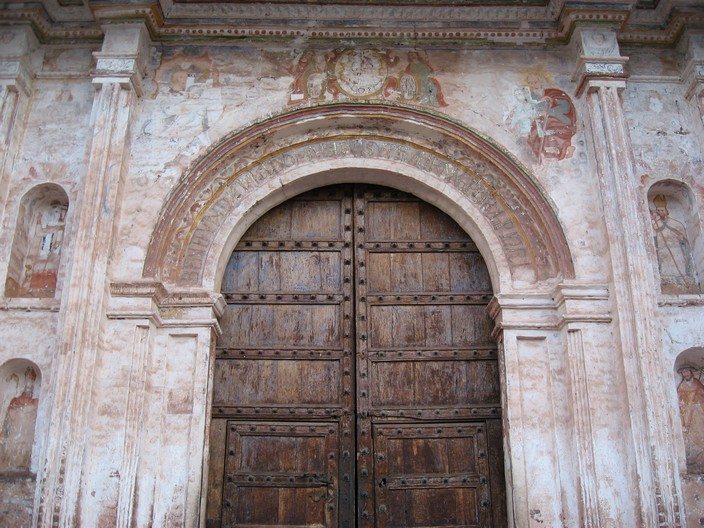
Porte de l'église

Au Pérou, l’église Saint-Pierre-Apôtre d’Andahuaylillas est surnommée La Chapelle Sixtine des Andes, et dans un sens la comparaison est pertinente : cette église est l'un des exemples les plus beaux et les plus surprenants de l'art religieux populaire andin.
Andahuaylillas est un petit village situé dans la province de Quispicanchi, à moins de 45 km de la ville de Cuzco. D'après les vestiges que l'on y trouve, le village se situe sur un site inca d'une certaine importance. En raison de ses terres fertiles, à proximité de la rivière Vilcanota, des résidents de condition aisée s'y sont installés dans les premiers temps de la colonie, comme le suggère l'existence des grandes maisons seigneuriales (casonas) que l'on peut toujours y observer. Son nom (« prairie de bronze », en quechua) dut subir une modification compte tenu du fait qu'il existait déjà une ville homonyme de plus grande importance : Andahuaylas dans la région d'Apurímac.
Aujourd'hui, Andahuaylillas compte environ 5 000 habitants. Le village reçoit de nombreux voyageurs transitant en bus en direction de Cuzco ou de Puno. En arrivant sur la place du village, on peut admirer l'extérieur de l'église à l'ombre d'immenses arbres pisonay plusieurs fois centenaires. Bâtie sur une plateforme à laquelle on accède en grimpant quelques marches, l'église possède une chapelle ouverte en forme de balcon et un clocher de forme quadrangulaire.  Elle fut probablement construite sur l'emplacement d'un édifice pré-hispanique - peut-être une huaca - car à l'intérieur, il y a des restes de murs incas.
Cette image sobre de l'extérieur tranche radicalement avec la richesse de la décoration intérieure. Une explosion d'or, de sculptures et de peintures s'offre aux yeux des visiteurs à peine passées les portes de l'église. Le but de ces représentations religieuses était à la fois d'enseigner le message biblique aux populations indigènes mais aussi de susciter leur adhésion par l'émerveillement. 
La construction de l'église débuta probablement à la fin du XVIe siècle car l'une de ses fresques est signée Luis de Riaño à l'année 1626. Elle fut placée sous le patronage de Saint Pierre par les jésuites bien que son autel principal soit dédié à la Vierge du Rosaire. L'église est constituée d'une seule nef et de deux chapelles latérales et ses murs sont faits d'adobe. 
Si l'extérieur appartient au style renaissance, l'intérieur, quant à lui, est une formidable démonstration de l'art baroque. Cet art se caractérise par l'exubérance de son ornement, l'exagération du mouvement et la recherche d'effets dramatiques. Il faut s'imaginer les foules indigènes nouvellement converties au christianisme pénétrant dans l'église et ressentant tout le pouvoir visuel de la nouvelle foi à la vue de tant de richesses sculpturales et picturales. 
Le plafond est presque entièrement recouvert d'une décoration de style mudéjar et de motifs floraux. Sur les murs, on peut observer de nombreux tableaux parfaitement intégrés à l'ensemble dans leurs cadres revêtus de feuilles d'or. La plupart sont des œuvres de Luis de Riaño, peintre liménien disciple d'Angelino Medoro né en 1596, plus tard établi à Cuzco où il vivait toujours en 1667. De lui, il nous reste notamment une «Crucifixion», un «Baptême du Christ» et un «Archange Saint Michel». Le tableau de la Vierge du Rosaire qui se trouve dans la chapelle du «Santísimo» a été attribué à Diego Quispe Tito. Il existe également d'autres tableaux anonymes de l'école de Cuzco. 
L'une des curiosités les plus notables de cette église est son baptistère. Sur l'arche qui y mène, on peut observer l'inscription «Je te baptise au nom du Père, du Fils et du Saint-Esprit. Amen.» en latin, en espagnol, en quechua, en aimara et en puquina, témoignage du fait que cette dernière langue aujourd'hui éteinte était autrefois parlée dans la région. 
Mais le plus frappant dans cette église d'Andahuaylillas est sans nul doute la paire de fresques qui se trouvent des deux côtés de la porte d'entrée. Elles représentent les deux voies de l'existence : à gauche, le chemin facile qui conduit à l'enfer ; à droite, le chemin difficile qui mène au paradis. La symbolique simple et presque naïve de ces fresques, en accord avec son caractère didactique, n'amoindrit en rien la puissance expressive de ses images. 
L'église possède aussi les deux orgues les plus anciens connus d'Amérique latine, dont une réplique a été réalisée par Jean-François Dupont pour la fondation K617 à Sarrebourg.
L'église Saint-Pierre-Apôtre d'Andahuaylillas est l'une des étapes de la route du baroque andin qui inclut également l'église de la compagnie de Jésus de Cuzco, l'église Saint-Jean le Baptiste d'Huaro et la chapelle Canincunca d'Urcos. 

## Sources
- Atlas departamental del Perú, varios autores, Ediciones Peisa S.A., Lima, Perú, 2003  (ISBN 9972-40-257-6)
- El Perú en los tiempos modernos, Julio R. Villanueva Sotomayor, Ediciones e Impresiones Quebecor World Perú S.A., Lima, Perú, 2002.
- Historia de la República del Perú, Jorge Basadre Grohmann, Diario "El Comercio", Lima, Perú, 2005.  (ISBN 9972-205-62-2).
- Nuevo Atlas del Perú y el Mundo, Juan Augusto Benavides Estrada, Editorial Escuela Nueva S.A., Lima, Perú, 1991.